# Галкіна Людмила Іванівна
Людмила Іванівна Галкіна (рос. Людмила Ивановна Галкина; нар. 20 січня 1972) — російська легкоатлетка, яка спеціалізувалася на стрибках у довжину.
На внутрішніх змаганнях в Росії представляла місто Саратов.

## Спортивні досягнення
Фіналістка (8-е місце) олімпійських змагань зі стрибків у довжину (2000). В олімпійських змаганнях стрибунок у довжину в Атланті (1996) не змогла подолати кваліфікаційний раунд.
Чемпіонка світу зі стрибків у довжину (1997). Ще чотири разивиступала у фінальних змаганнях чемпіонату світу у цій дисципліні — 4-е місе у 1999, 5-е місце у 1993, 8-е місце у 2001 та 10-е місце у 2003.
Чемпіонка світу в приміщенні зі стрибків у довжину (1995). Фіналістка (6-е місце) у цій дисципліні на чемпіонаті світу в приміщенні у Лісабоні (2001).
Була 4-ю у стрибках у довжину на Кубку світу (1998).
Фіналістка (8-е місце) у стрибках у довжину на чемпіонаті світу серед юніорів (1990).
Бронзова призерка чемпіонату Європи зі стрибків у довжину (1998).
Бронзова призерка чемпіонату Європи в приміщенні зі стрибків у довжину (2002). Фіналістка (9-е місце) чемпіонату Європи в приміщенні зі стрибків у довжину (1994).
Бронзова призерка Універсіади зі стрибків у довжину (1995).
Чемпіонка Європи серед юніорів з потрійного стрибку (1991). Срібна (1991) та бронзова (1989) призерка цих змагань у стрибках у довжину. Фіналістка (4-е місце) змагань з естафетного бігу 4×100 метрів на чемпіонаті Європи серед юніорів (1991).
Чемпіонка Росії зі стрибків у довжину (1997). Чемпіонка Росії в приміщенні зі стрибків у довжину (1995, 2001).

## Визнання
- Заслужений майстер спорту Росії